# Cacophony
«Cacophony» (рус. «Какофония») — американская хеви-метал группа, образованная в 1986 году двумя гитаристами-виртуозами Марти Фридменом (Deuce, Vixen, Hawaii, Megadeth) и Джейсоном Бекером (David Lee Roth). Группа отличалась высоким техническим исполнением с элементами неоклассического и спид-металла, также двумя соло-лидер шред-гитаристами. Группа распалась в 1989 году в связи с тем, что рекорд-лейбл Shrapnel не был в состоянии достойно обеспечивать концертную поддержку группы. Фридман вскоре стал соло-гитаристом трэш-группы Megadeth, Беккер заменил Стива Вая в группе Дэвида Ли Рота. Кроме того они выпускали сольные альбомы, первые из которых (Dragon’s Kiss и Perpetual Burn), вышли ещё во время существования Какофонии.

## История
Марти приехал в Сан-Франциско в начале 1986 года. Там он познакомился со Стивом Фонтано (Steve Fontano), работавшем продюсером и звукоинженером у Майка Верни (Mike Varney) по прозвищу «металлический Майк», владельца звукозаписывающего лейбла Shrapnel Records. Майк в 1983 году познакомил мир с Ингви Мальмстином. Оказалось, что Марти и Майк давно знакомы заочно: с 13-ти лет молодой Фридмен безуспешно отсылал шефу компании Shrapnel сырые демоверсии своих композиций, сочинённых в гараже у Тони Гаттиса. Стив немедленно позвонил Майку, и после краткого прослушивания Марти Фридман получил разрешение на запись своего дебютного альбома для Shrapnel Records. Работа над альбомом, получившим название Speed Metal Symphony уже подходила к концу, когда Марти познакомился с гитаристом Джейсоном Бекером (Jason Becker). Его просто поразили невероятные способности 17-летнего юноши. Он не только играл на уровне Марти, но и обладал собственным, уникальным стилем. В голову Марти пришла интересная мысль — а почему бы им не поиграть вместе? У Джейсона дома была тогда модная новинка — «Portastudio» или портативный четырёхдорожечный кассетный магнитофон, при помощи которой они записали рабочий материал для нескольких композиций. Через два дня они направились к Стиву Фонтано, а затем к Майку Уорни, и уже на следующий день альбом Speed Metal Symphony записывал не Марти Фридман, а группа «Cacophony: Marty Friedman/Jason Becker».
Музыкальные задумки Джейсона были настолько хороши, что Марти решил уступить ему половину композиций на альбоме, но скромный Джейсон остановился лишь на соавторстве в четырёх песнях. Вокалистом группы стал Питер Маррино (Peter Marrino). Ударником был принят известный сессионный ударник-виртуоз и постоянный партнёр Shrapnel Records Атма Анур (Atma Anur). Партии бас-гитары исполнил сам Марти Фридман.
Первый альбом Speed Metal Symphony (Спид-металлическая симфония) был преимущественно инструментальным и соединил в себе европейскую классическую музыку и хард-рок с характерной фридменовской экзотической восточной техникой шреда (песня «Ниндзя»). Это очень быстрая, мелодичная и техничная музыка. Альбом вышел в 1987 году и показал, что дуэт Фридмана и Бекера оказался очень неплохим. Два виртуоза прекрасно дополняли друг друга, и результатом этого слияния было звучание: смесь шред-метала и нео-классики с экзотическим звучанием. Слабыми местами альбома были вокал и бас-гитара, партии которой Марти приходилось придумывать на ходу, и ударные, на некоторых композициях записанные, в последнюю очередь, уже после основных гитарных партий. Для турне, поджидавшего группу на пороге студии, были подобраны высокотехничный бас-гитарист Джимми О'Ши (Jimmy O’Shea) и Кенни Ставропулос (Kenny Stavropoulos).
Второй альбом Go Off! (Отвали (Пошел нах..)!) был лишен большинства этих недостатков — всех, за исключением вокала, он был более ориентирован на песни, но в то же время также показывал виртуозность обоих гениальных гитаристов; партии же ударных на альбоме исполнил Дин Кастроново (Deen Castronovo), однако на вкладыше диска и в туре по США и Японии были новый ударник Кенни Ставропулос и вокалист Дэн Брайант. Кроме Беккера, Фридмана и Маррино, в группу вошли новые басист и ударник. Гитарная игра на альбоме стала еще более техничной, а гармонические линии и соло отличались в лучшую сторону от общепринятых в хеви-метале в лице Iron Maiden и Judas Priest. Альбом смешивает в себе самые различные стили, хотя по прежнему опирается на мощное роковое звучание с металлическим оттенком. Среди быстрых и энергичных композиций есть и несколько интересных баллад, демонстрирующих многогранность таланта гитарного дуэта. С этого альбома у Фридмана и Бекера появился новый гитарный спонсор — известная в основном благодаря своим усилителям и электронике фирма Carvin.
В перерыве между турне в поддержку Speed Metal Symphony и записью Go Off! Марти успел записать Dragon’s Kiss (1988) — свой настоящий сольный альбом, на сегодняшний день являющийся классикой жанра и одним из эталонов стиля. До отказа наполненный интригующими сольными гитарными партиями и экстраординарной работой ударника Дина Кастроново, он содержит выдающиеся композиции и впечатляющую демонстрацию техники игры на обоих инструментах. Все песни альбома являются инструментальными композициями и запоминающиеся экзотические мелодии что-то наподобие смеси арабских и японских мелодий с сильным влиянием нео-классики. Без сомнения, Dragon’s Kiss — одно из величайших достижений Марти Фридмана и как композитора, и как музыканта. Этот альбом сделал Марти широко известным среди поклонников гитарной музыки, и его наконец-то услышали и признали в широких кругах музыкальной общественности.
Джейсон тоже не сидел сложа рук, а выпустил свой сольник Perpetual Burn, который даже превзошёл альбом Марти, и стал эталонным альбомом, который до сих пор не удалось не то что превзойти, но даже приблизиться, никому из гитаристов. Оба помогли друг другу сыграв гостевые соло-партии на альбомах друг у друга.

## Распад
К 1989 году развитие Cacophony зашло в тупик. Shrapnel Records не могла обеспечить им поддержку необходимого уровня. Группе не помогла даже смена вокалиста и лейбла на Rainbow Records, и, по причине коммерческого провала второго альбома в июне 1989 года группа была распущена. Фридман и Беккер вошли в Megadeth и группу Дэвида Ли Рота соответственно (Беккер вскоре покинул её из-за амиотрофического латерального склероза).

## Члены группы
- Марти Фридмен — гитара
- Джейсон Беккер — гитара
- Питер Маррино — вокал
- Дэн Брайант — вокал в последнем турне
- Джимми О`ши — бас-гитара
- Атма Анур — ударные
- Крэг Суэйн — бас-гитара (только на концертах)
- Дин Кастроново — ударные
- Кенни Ставропулос — ударные (только на концертах)

## Дискография
- Speed Metal Symphony (1987)
- Go Off! (1988)